# Теуку Искандар
Теуку Искандар (индон. Teuku Iskandar; 14 октября 1924, Тринггаденг, Пиди, Аче, Нидерландская Ост-Индия — 5 сентября 2012, Лейден) — индонезийский ученый-литературовед и лексикограф.

## Краткая биография
В 1950 г. Окончил Лейденский университет, в 1955 г. там же защитил докторскую диссертацию по исследованию «Хакаята Аче», которая позднее была опубликована как монография.
Был среди создателей Университета Шиах Куала (Аче, 1961). Около 13 лет преподавал в различных университетах Малайзии (в том числе в Университете Малайя), сотрудничал с Советом по языку и литературе по составлению словаря Kamus Dewan (1970), который стал первым и остающимся до сих пор наиболее авторитетным толковым словарем малайского языка. Затем работал в Университете Брунея Даруссалама, где получил звание профессора. Уехав в Голландию, стал профессором по аческой и малайской литературе Лейденского университета .

## Награды
- Орден за вклад в культуру Satyalencana от правительства Индонезии (2017) [3]

## Основные публикации
- De Hikayat Atjeh. ‘s-Gravenhage: Nederlandsche Boek-en Steendrukkerij V. H. H. L. Smits.(RCLOS 992.1 ISK), 1959.
- Some Aspects Concerning the Work of Copyists of Malay Historical Writings // Peninjau Sejarah, 3(2), 1968.
- Kamus Dewan. Kuala Lumpur: DBP, 1970 (второе издание 1984)
- Hikayat Aceh: Kisah Kepahlawanan Sultan Iskandar Muda. Banda Aceh: Proyek Rehabilitasi dan Perluasan Museum Daerah Istimewa Aceh, 1978.
- Kesusasteraan Klasik Melayu Sepanjang Abad. Bandar Seri Begawan: Jabatan Kesusasteraan Melayu Universiti Brunei Darussalam, Brunei, 1995.
- Catalogue of Acehnese Manuscripts. Leiden, University Library / ILDEP 1994/ (Codices Manuscripti XXIV)  (совместно c  P. Voorhoeve)[4].
- Catalogue of Malay, Minangkabau, and South Sumatran manuscripts in the Netherlands. 2 vols., xiv, 1095 pp. Leiden: Documentatiebureau Islam-Christendom, 1999[5].
- Hikayat Aceh. Kuala Lumpur: Yayasan Karyawan (R 959.81 ISK), 2001.
- Aceh as a Muslim-Malay Cultural Centre (14th-19th Century) // First International Conference ofAceh and Indian Ocean Studies 24 – 27 February 2007. Organized byAsia Research Institute, National University of Singapore &Rehabilitation and Construction Executing Agency for Aceh and Nias (BRR), Banda Aceh, Indonesia 2007.